# 稲岡和佐
稲岡 和佐（いなおか かずさ、1996年5月7日 - ）は、日本の漫画家。兵庫県出身。

## 略歴
- 2013年、『月がx2(y-3√x2)2ですね。』がJUMPトレジャー新人漫画賞7月期で佳作を受賞[2]。審査員は島袋光年。
- 2016年、読み切り作品『ぼくらの湯』でデビュー[1]。
- 2017年、『ジャンプGIGA』にて『キミを侵略せよ!』（GIGA連載版）を連載開始。連載デビュー[3]。
- 2018年、『週刊少年ジャンプ』にて『キミを侵略せよ!』（WJ連載版）を連載開始。
- 2021年、『週刊少年ジャンプ』にて『アイテルシー』を連載開始[4]。
- 2022年、『少年ジャンプ+』にて『カメリアのカーテン』の連載を開始[5]。

## 作品リスト

### 連載
- キミを侵略せよ!（『ジャンプGIGA』2018 WINTER vol.1 - 3、『週刊少年ジャンプ』2018年25号[6] - 41号） - 単行本にはGIGA連載版も収録[7]。
- ブンキテン（『週刊少年ジャンプ電子版』2020年32号[8] - 40号） - 短期連載[8]。
- アイテルシー（『週刊少年ジャンプ』2021年9号[4] - 30号[9]）
- カメリアのカーテン（『少年ジャンプ+』2022年4月29日[5] - 2022年12月23日）
- 犯人クン、何してんの？ -探偵・鬼灯アロの事件簿-（『マンガPark』＆『ヤングアニマルWeb』2024年1月28日[10] - 2024年9月22日）

### 読み切り
- 月がx2+(y-3√x2)2ですね。（『週刊少年ジャンプ』公式サイト掲載）
- ぼくらの湯（『ジャンプGIGA』2016年 vol.1）
- ホシノオカ（『ジャンプGIGA』 2017 vol.4）
- ラブコイ（『ジャンプGIGA』2019 WINTER vol.2）
- シノビシノバズ（『少年ジャンプ+』2019年5月）
- イワクガアル（『少年ジャンプ+』2021年9月1日）
- 呪われてますよ蒐作先生（『ジャンプGIGA』2023 AUTUMN）

### 書籍
- 『キミを侵略せよ!』、集英社〈ジャンプ・コミックス〉2018年、全3巻
- 『アイテルシー』、集英社〈ジャンプ・コミックス〉2021年、全3巻
- 『カメリアのカーテン』、集英社〈ジャンプ・コミックス〉、全7巻
  1. 2022年7月4日発売[11][12]、ISBN 978-4-08-883183-1
  2. 2022年9月2日発売[13]、ISBN 978-4-08-883253-1
  3. 2022年11月4日発売[14]、ISBN 978-4-08-883306-4
  4. 2023年3月3日発売[15]、ISBN 978-4-08-883484-9
  5. 2023年3月3日発売[16]、ISBN 978-4-08-883485-6
  6. 2023年5月2日発売[17]、ISBN 978-4-08-883529-7
  7. 2023年5月2日発売[18]、ISBN 978-4-08-883530-3
- 『犯人クン、何してんの？ -探偵・鬼灯アロの事件簿-』、白泉社〈ヤングアニマルコミックス〉、既刊3巻（2024年8月29日現在）
  1. 2024年6月28日発売[19][20]、ISBN 978-4-592-16109-7
  2. 2024年6月28日発売[19][21]、ISBN 978-4-592-16110-3
  3. 2024年8月29日発売[22]、ISBN 978-4-592-16111-0